# Adeste fideles
Adeste fideles egy közismert, karácsonyi témájú, keresztény egyházi dicsőítő ének címe. Dallamát és eredeti latin nyelvű szövegét valószínűleg 1743 körül írhatta John Francis Wade angol zeneszerző. A szöveget a világ számos nyelvére lefordították. Egyik magyar nyelvű szövegváltozatának kezdő sora, egyben címe: Ó, jöjjetek, hívek… A dalra gyakran a közismert refrén szövegével hivatkoznak Venite adoremus Dominum, azaz Gyertek, imádjuk az Urat!
Magyar feldolgozás:
| Szerző       | Mire               | Mű                         | Előadás     |
| ------------ | ------------------ | -------------------------- | ----------- |
| Demény Dezső | vegyeskar          | Kórusok könyve             | [ 1 ] [ 2 ] |
| Karai József | gyerekkar, zongora | Fel nagy örömre, 30. oldal |             |

## Keletkezése
A dallam eredete vitatott, a kutatók többféle feltételezést is közreadtak. Leginkább elterjedt vélemény szerint az első versszak szerzője John Francis Wade (1711–1786), a dal legrégibb másolatai az ő aláírását viselik. Más kutatók John Reading zeneszerző és orgonaművész (1645–1692) és IV. János portugál király (1604–1656). eredeti szerzőségét valószínűsítik, és úgy vélik, Wade az ő szerzeményüket vehette át.
A latin nyelvű első versszakhoz a 18. században Étienne-Jean-François Borderies római katolikus apát (1764–1832) további három latin versszakot illesztett. A vers 6-7 versszakos változatokban is előfordul, névtelen költők kiegészítéseivel.
Az angol szövegváltozat (O Come All Ye Faithful) szerzősége szintén vitatott, lehetséges, hogy maga Wade költötte 1743 körül, de bizonyos John Stephen szerzőségét sem zárják ki.
Az első azonosítható kéziratos kotta, nyomtatásban, latin szöveggel először 1760-ban jelent meg Angliában, az Evening Offices of the Church című egyházi kiadvényban. Maga Wade 1751-ben kiadott Cantus Diversi című gyűjteményébe belevette.
Szerepelt a Samuel Webbe által 1782-ben kiadott An Essay on the Church Plain Chant c. népének-gyűjteményben.
Az 1852-ben kiadott Murray’s Hymnal című egyházi énekgyűjteményben már Frederick Oakeley westminsteri kanonok (1802–1880) és William Thomas Brooke által készített új angol szövegfordítás jelenik meg (Oakeley az első három versszak, Brooke további négy versszak szerzője). Az Oakeley által adott eredeti angol cím „Ye Faithful, approach ye” volt, így hangzott el Oakeley templomában, a Marylebone-i Margaret Church-ben. Később a ma ismert címre változtatták.
Az éneket 1795 után Angliában „portugál himnusznak” vagy „portugál korálnak” kezdték nevezni, miután Francis Osborne, Leeds 5. hercege a londoni portugál követségen egy előadáson meghallgatta.
Itt dolgozott zenészként Vincent Novello (1781–1861) olasz származású angol orgonista, aki a követség kápolnájában tartott miséken gyakran énekelte ezt az éneket.
A herceg által hallott szöveg azonban jelentősen különbözött a később megjelent Oakeley–Brooke-féle fordítástól, a Wade-féle kotta megjelenése (1751) pedig negyven esztendővel előzi meg Leeds hercegének beszámolóját. A történetnek van olyan változata is, mely szerint ezt a himnuszt (egyházi éneket) IV. János portugál király („a muzsikus király”) írta volna 1640 körül. Angliában 1662-ben mutatták be abból az alkalomból, hogy Londonba érkezett János leánya, Bragança Katalin infánsnő, II. Károly angol király jövendőbelije.
Az ének bekerült a német és osztrák egyházi énekeskönyvekbe, mind római katolikus (Nun freut euch, ihr Christen), mind a református és evangélikus (Herbei, o ihr Gläub’gen) változatokban. Innen a magyar egyházak is átvették, egyrészt a latin szöveget, másrészt a különféle magyar szövegfordításokat. Bekerült a katolikus egyházi népénekeket tartalmazó Éneklő Egyház című hivatalos gyűjteménybe is.
Számos egyházi és világi feldolgozása ismert, karácsonyi műsorok kedvelt száma. Előadta többek között Luciano Pavarotti, José Carreras, Enya, Andrea Bocelli, Alessandro Brustenghi (Frate Alessandro), a Celtic Women együttes, és sok más híres énekes, számos egyházi és civil kórus is.

## Kotta és dallam

Az Adeste fideles kottája

## Latin és magyar szövege
| Adeste Fideles | Ó jöjjetek, hívek… | Fel útra, ti hívek… |
| --- | --- | --- |
| (John Francis Wade, latin) | (Csomasz T. Kálmán, Victor János) | (Evangélikus énekeskönyv) |
| Adeste fideles læti triumphantes, Venite, venite in Bethlehem. Natum videte Regem angelorum. Venite adoremus, venite adoremus, Venite adoremus Dominum. Deum de Deo, lumen de lumine, Gestant puellæ viscera. Deum verum, genitum non factum. Venite adoremus, venite adoremus, Venite adoremus Dominum. Cantet nunc 'Io', chorus angelorum; Cantet nunc aula cælestium, Gloria! Soli Deo Gloria! Venite adoremus, venite adoremus, Venite adoremus Dominum. Ergo qui natus die hodierna. Jesu, tibi sit gloria, Patris æterni Verbum caro factum. Venite adoremus, venite adoremus, Venite adoremus Dominum. | Ó jöjjetek, hívek, ma lelki nagy örömmel, A jászolhoz Betlehembe jöjjetek el! Megszületett az angyalok királya; Ó, jöjjetek, imádjuk, ó jöjjetek, imádjuk, Ó, jöjjetek, imádjuk az Úr Krisztust! Az életnek szent Ura, dicsőség Királya, Itt fekszik a jászol mélyén nagy szegényen, Nagy dicsőséges, szent és örök Isten. Ó, jöjjetek, imádjuk, ó jöjjetek, imádjuk, Ó, jöjjetek, imádjuk az Úr Krisztust! Ti angyali lelkek, ma zengjetek az Úrnak És vigadva örvendjetek, buzgó hívek! A magas mennyben dicsőség Istennek! Ó, jöjjetek, imádjuk, ó jöjjetek, imádjuk, Ó, jöjjetek, imádjuk az Úr Krisztust! Úr Jézus, ki ez napon érettünk születtél, Csak tégedet illet szívünk tisztelettel, Isteni Gyermek, testet öltött Ige! Ó, jöjjetek, imádjuk, ó jöjjetek, imádjuk, Ó, jöjjetek, imádjuk az Úr Krisztust! | Fel útra, ti hívek, Ujjongva, vidáman, Ó, jertek, ó, jertek, vár Betlehem! Ott született meg angyalok Királya: Ó, jöjjetek, imádjuk! Ó, jöjjetek, imádjuk! Ó, jöjjetek, imádjuk az Urat! A nyájat elhagyva alacsony jászolhoz Sietnek, sietnek a pásztorok. Gyorsan siessünk mi is örvendezve: Ó, jöjjetek, imádjuk! Ó, jöjjetek, imádjuk! Ó, jöjjetek, imádjuk az Urat! Ott látjuk majd testben az örök Atyának Örökkön tündöklő szép csillagát: A gyermek Jézust, rongyba bepólyálva: Ó, jöjjetek, imádjuk! Ó, jöjjetek, imádjuk! Ó, jöjjetek, imádjuk az Urat! Ki értünk szegény lett, széna között nyugszik, Öleljük, öleljük át melegen! Mi is szeressük, ha ő így szeretett: Ó, jöjjetek, imádjuk! Ó, jöjjetek, imádjuk! Ó, jöjjetek, imádjuk az Urat! |

## Magyar nyelvű források
- Ó, jöjjetek, hívek - Adeste fideles, római katolikus énekgyűjtemény, 327. szám. Archiválva 2015. február 12-i dátummal a Wayback Machine-ben
- Református énekeskönyv, 327. sz. ének. Az Adeste fideles latin himnuszból. Ford.: Csomasz Tóth Kálmán és Victor János
- Magyarországi Evangélikus Egyház Énekeskönyve, 163. sz. ének - Fel útra, ti hívek, XVII. századi latin ének (Adeste fideles)., J. F. Wade gyűjteménye. 1751.
- adventista Adventista egyház énekes könyve: Ó jöjjetek hívek...
- Magyar Egyházak Ökumenikus Tanácsa. Énekgyűjtemény.
- Az Adeste fideles a Szent vagy, Uram! katolikus népének-gyűjteményben.
- Református egyházi énekek gyűjteménye.

Feldolgozások forrásai:
- Kórusok könyve. Szerkesztette:Kósa Ferenc. Budapest: Szent István Társulat. 1977.   22. o. ISBN 963 360 051 0
- Fel nagy örömre: Karácsonyi énekek kétszólamú gyermek- vagy nőikarra. Válogatta és feldolgozta Karai József. Budapest: Editio Musica.  30. o.

## Feldolgozások
- Luciano Pavarotti, Montréal, 1978. YouTube.com
- Luciano Pavarotti, 2000 körül, YouTube.com
- Alessandro Brustenghi (Frate Alessandro), Betlehem, 2013. YouTube.com
- Enya előadásában, 2009. YouTube.com
- Ó, jöjjetek hívek, Karai József feldolgozása, Missio Cantorum Vegyeskar
- Ó, jöjjetek, hívek, ma lelki nagy örömmel... Református Énekek IX. Kórushangverseny, 2010. MüPa, Karnagy: Cseri Zsófia